# بانک جی‌اس
بانک جی‌اس (انگلیسی: JS Bank) شرکت خدمات مالی و بانکداری پاکستانی است، که در سال ۲۰۰۷ توسط جهانگیر صدیقی تأسیس شد.